# Grad Špatrjan
Koordinati:   46°42′42″N, 13°38′12″E
Grad Špatrjan (nemško Schloss Paternion) je nekdanji sedež gospostva Špatrjan nad trškim naseljem Špatrjan v spodnji Dravski dolini  na avstrijskem Koroškem.  Sedanji grad je plemiška družina Dietrichstein prezidala iz prejšnjega stolpastega gradu iz 12. stoletja. Iz sedeža gospostva Špatrjan, je danes v lasti družine Foscari-Widmann-Rezzonico, v katerem je sedež gozdne uprave velikih gozdov v lasti te družine.

## Zgodovina
Območje je od leta 1135 spadalo pod Ortenburško grofijo oziroma ortenburške grofe. Ti so domnevno na tem delu spodnje Dravske doline že v 12. stoletju zgradili  stolpast grad, ki je bil  sedež vitezov, njihovih ministerialov, in hkrati njihov urad. V ortenburški listini iz leta 1309 je omenjena ortenburška lastnina pri Sv. Paternianu. Sam grad Špatrjan pa se v pisnih dokumentih izrecno omenja prvič leta 1354. 
Zgodovinar Gustav Forstner  navaja, da so posest leta 1362 pridobili Celjski grofje, ki so jo imeli 92 let – do leta 1454. Na skromnem gradu so bili nastanjeni njihovi gradiščani vazali.  Celjskim so po določbah miru iz Pusarnice med Goriškimi in Habsburžani kot lastniki sledili Habsburžani kot deželni knezi. Ti so posest dajali v zastavo, tako so jo več let imeli v zastavi vitezi Aichelburški, ki so bili lastniki sosednjega urada Stockenboi; nekaj let pa so imeli v zastavi gospodje Bistriški, lastniki sosednjega urada Bistrica.
Gospostvo Špatrjan se v listinah prvič pojavi šele leta 1523, ko je baron Žiga Dietrichstein posest združil s sosednjima uradoma Bistrica ob Dravi in uradom Stockenboi. To posest je leta 1518 hkrati kupil od Habsburžanov z namenom od tam upravljati z bližnjimi rudniki srebra, svinca in železa. Stari stolpast grad je Žiga prezidal v velik štirikrilni grad, ki je bil center njegove posesti. Leta 1519 je gospostvo pridobilo rudarsko pravico, naselje pod gradom pa leta 1930 trške pravice, kar je povečalo pomen in vrednost gradu. Žigov sin Žiga je leta  1582 Špatrjan zastavil svojemu upravniku Salomonu Zeidler-ju iz Bautzna in leta 1587 Moricu Krištofu Khevenhüller-ju iz Aichelberga. Leta 1599 je gospostvo Špatrjan pridobil Jernej (Bartlmä) Khevenhüller. Njegov dedič Hans VI. Khevenhüller, je moral zaradi verskih razlogov (protestant) leta 1629 zapustiti Koroško oziroma državo in se odreči gospostvu oziroma ga prodati. Grad in gospostvo je kupil beneški trgovec Hans Widmann po rodu iz Beljaka. Ta družina je bila leta 1640 povzdignjena v barone in grofe, ki so prevzeli ime grofje Ortenburški.  Poslednja iz rodu Widmann grofica Elizabeta Maria Adrienne se je poročila z beneškim grofom Piero Foscari-jem. Lastniki gradu in velikega »gozdnega gospodarstva« so še danes potomci plemenitih Foscari-Widmann-Rezzonico.

## Lastniki gradu in gospostva skozi čas
| Razdobje  | Fevdalni lastnik/ Lastnik                                  | Posest v fevdu/v zastavi/v najemu/oskrbi |
| --------- | ---------------------------------------------------------- | --- |
| 1135-1362 | Ortenburžani                                               | različni gradiščani med njimi vitezi Sommereggerji |
| 1362-1456 | Celjski grofje                                             | v fevdu vitezi Sommereggerji, od 1442 rodbina vitezov Grabenski s Kamna kot gradiščani |
| 1456-1517 | Habsburžani                                                | družina rodbina vitezov Grabenski s Kamna kot gradiščani, od 1509 Jurij in Rosina Goldacher (Rosina Grabenska z Brega), |
| 1517-1586 | Dietrichsteini                                             | Oskrbniki in gradiščani: vitez Hans Ampfinger (1517-1533), Krištof Freyberger (1533-1550), Hans Ampfinger mlajši (1550-1555), Hans Ruess (1555-1568), Vincenc Oto von Poyhkhon (1568-1582), Hans Bernardin von Bernthurn (1582-1583), Salomon Zeidler von Bautzen (1583-1586);                             |
| 1586-1587 | Salomon Zeidler                                            | Gradiščan Salomon Zeidler |
| 1587-1592 | Krištof Moric Khevenhüller von Aichelberg                  | Oskrbniki in gradiščani: Salomon Zeidler (1587-1590), Hans Halfinger (1590-1593), |
| 1592-1629 | Khevenhüller                                               | Oskrbniki in gradiščani: Krištof Heidenreich (1593-1617), Krištof Schneeweiss von Arnoldstein (1617-1620), Jakob Zennegg (1620-1630); |
| 1629-1878 | Deželni gospod Hans Wittmann leta 1640 povzdignjen v grofa | Oskrbniki in gradiščani: Peter Maadt (1630-1632), Krištof Glantschnig (1632-1640), Avguštin Ferini (kapitan grofije Ortenburg) (1640-1647), Bernhard Himmelberger (1647-1675), družina plemeničev Ainether von and zu Aineth (1710-1773), družina Fuchs (1773-1814), Jožef Janschitz (Janžič) (1819-1845), |
| 1878-1897 | grofica Elizabeta Widman Rezzonico                         | Oskrbniki: mdr. Robert Zdarek, 1890 ustanovitev gozdnega gospostva; |
| od 1897-  | grofje Foscari Widmann Rezzonico                           | Direktorji gozdnega gospostva. |